# Eridania Mons
Eridania Mons és una estructura geològica del tipus mons a la superfície de Mart, situada amb el sistema de coordenades planetocèntriques a -55.9 ° de latitud N i 140.07 ° de longitud E. Fa 143.29 km de diàmetre. El nom va ser fet oficial per la UAI el 13 d'agost de 2013 i pren el nom d'una característica d'albedo.